# Dyacopterus rickarti
Dyacopterus rickarti  (Helgen & Al., 2007) è un pipistrello appartenente alla famiglia degli Pteropodidi, endemico delle Filippine.

## Descrizione

### Dimensioni
Pipistrello di medie dimensioni con la lunghezza della testa e del corpo tra 130 e 144 mm, la lunghezza dell'avambraccio tra 91 e 96,4 mm, la lunghezza della coda tra 18 e 29 mm, la lunghezza delle orecchie tra 21 e 25 mm e un peso fino a 148 g.

### Aspetto
La pelliccia è corta. Il colore del dorso e dei fianchi è brunastro, mentre la nuca, la gola e le parti ventrali centrali dal petto fino alla coda sono grigie pallide. La testa è leggermente più scura del dorso. È solitamente presente una striscia dorsale più chiara e pronunciata, mentre un collare di peli più chiari è visibile intorno al collo, insieme a due piccoli ciuffi di peli con le punte chiare sopra ogni spalla. Il muso è largo e relativamente corto con le labbra prive di verruche, gli occhi sono grandi. Le orecchie sono marroni, strette e appuntite. Le membrane alari sono bruno-nerastre, talvolta ricoperte di piccole macchie biancastre. La coda è corta e si estende oltre l'uropatagio, il quale è ridotto ad una sottile membrana lungo la parte interna degli arti inferiori

## Biologia

### Comportamento
Vola molto probabilmente sopra la volta forestale.

### Alimentazione
Si nutre di frutta.

### Riproduzione
Una femmina gravida è stata catturata durante il mese di maggio.

## Distribuzione e habitat
Questa specie è diffusa nelle Filippine: Luzon e Mindanao.
Vive nelle foreste pluviali montane primarie e secondarie tra i 1.260 metri e i 1.680 metri di altitudine.

## Conservazione
Questa specie, essendo stata scoperta solo recentemente, non è stata sottoposta ancora a nessun criterio di conservazione.